# Francisque Bouillier
Francisque Bouillier (Lione, 12 luglio 1813 – Lione, 25 settembre 1899) è stato un filosofo francese sostenitore della filosofia cartesiana.

## Biografia
Studiò presso l'École normale supérieure di Parigi, e nel 1839 fu nominato professore di filosofia presso l'Università di Lione. Dal 1849-1864 fu preside della facoltà di Lione e nel 1867-1870 direttore della École normale supérieure.

## Opere
- Histoire et critique de la révolution cartésienne (1842)
- Théorie de la raison impersonnelle (1844)
- Du principe vital et de l'âme pensante (1862)
- Du plaisir et de la douleur (1865)
- La vraie conscience (1882)
- Souvenirs d'un vieil universitaire (1897)